# André Rigaud
André Rigaud, född 17 januari 1761 i Les Cayes, Saint-Domingue, död 18 september 1811 i Les Cayes, Haiti, var den ledande militära mulattledaren under Haitiska revolutionen åren 1791–1804. 
Från juni 1799 till mars 1800 slogs Rigaud mot upprorsledaren François Toussaint l'Ouverture i ett slag som kommit att kallas Knivarnas krig, i vilket Rigaud fick se sig besegrad.
Rigaud utövade mentorskap över både Alexandre Pétion och Jean-Pierre Boyer, som båda senare agerade som presidenter på Haiti.